# Tokugawa Ieharu
Tokugawa Ieharu (japanisch 徳川 家治; * 20. Juni 1737; † 17. September 1786) war von 1760 bis 1786 der 10. Shōgun der Edo-Periode in Japan.

## Lebensweg
Tokugawa Ieharu war der älteste Sohn des Tokugawa Ieshige. Seine Mutter war Okō, die Zweitfrau seines Vaters. Nach dessen Abdankung wurde er, 23-jährig, sein Nachfolger. In seine Amtszeit fiel die Thronbesteigung des Kōkaku-Tennō.

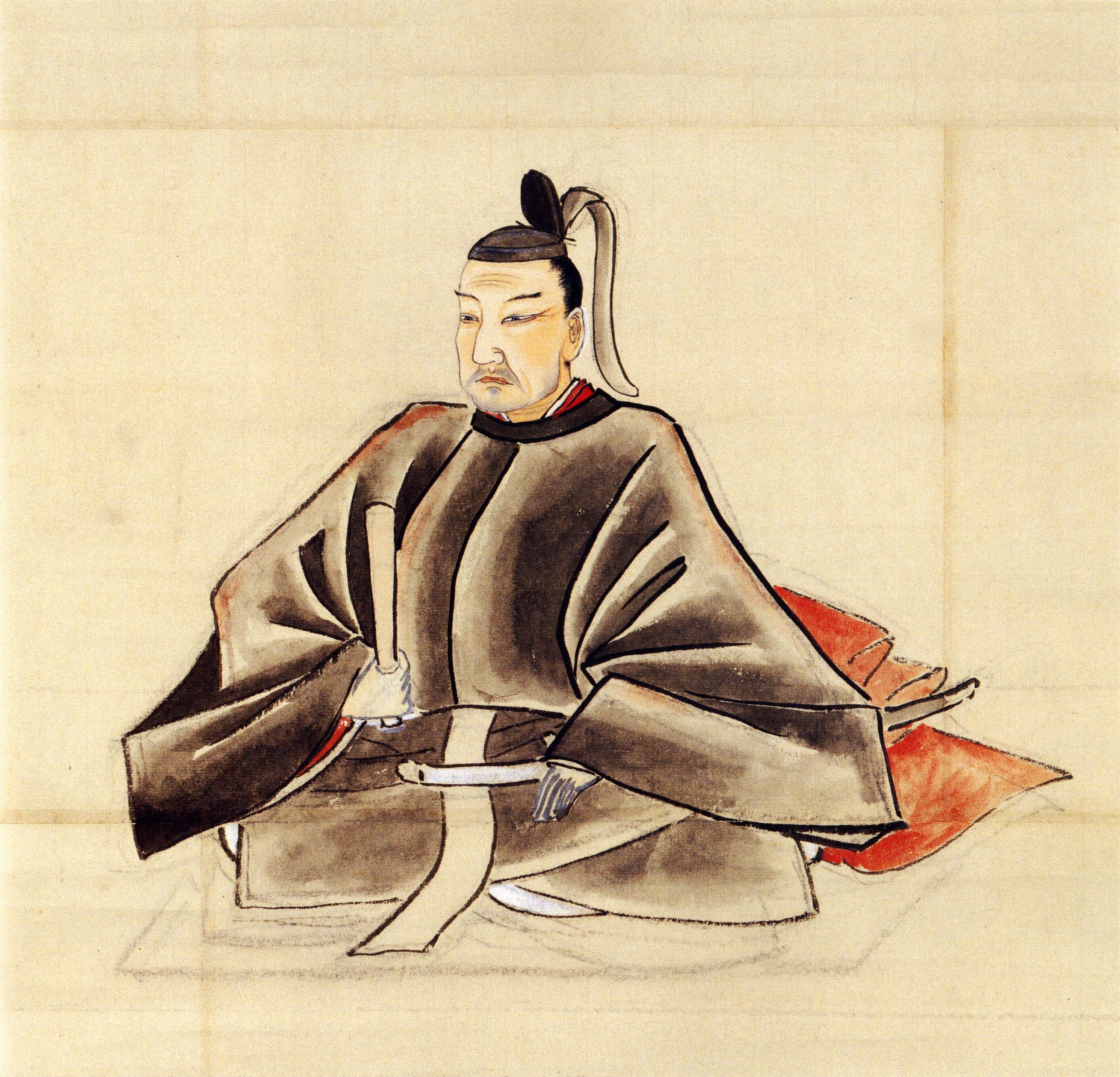
Tokugawa Ieharu in klassischer Hoftracht

Der Samurai Yamagata Daini und der Schriftsteller Fujii Umon wurden 1767 hingerichtet, weil sie sich, mit 34 weiteren Verhafteten, verschworen hatten, das Bakufu zu schwächen und die Tennō-Herrschaft zu stärken.
Ieharus Interessen beschränkten sich auf Wein und Weib, weshalb es dem Ratsmitglied Tanuma Okitsugu (田沼 意次; 1719–88) ab 1769 gelang, vollständige Kontrolle über die Regierungsgeschäfte zu erlangen und den Shōgun über wesentliche Vorgänge und Katastrophen im Lande, wie das Erdbeben von Sakuragira (1779), die seit 1782 herrschende Hungersnot, den Ausbruch des Asama (浅間山, Provinz Shinano) und die Überschwemmungen durch den Tonegawa (1783) in Unkenntnis zu lassen. Tanumas korrupte Politik, die u. a. zu einer Verschlechterung der Münzen führte, ging mit einer gewissen Liberalität einher, die Kunst und Wissenschaften – auch den vermehrten Import holländischer Bücher – erblühen ließen. Im Jahre 1784 fanden landesweit Feiern zum Andenken an Kūkai, den Begründer des esoterischen Shingon-Buddhismus statt.
Ieharus erster Sohn und designierter Nachfolger Iemoto sowie ein weiterer Sohn starben vor ihm, so dass sein Nachfolger Ienari aus der Hitotsubashi-Linie des Klans gewählt wurde.
Mit Ieharu begann der Niedergang der Tokugawa-Herrschaft. Sein Grab befindet sich im Kan’ei-ji von Ueno; postum wurde ihm der Name Shimmei-in verliehen.